# Uromyces graminis
Uromyces graminis är en svampart som först beskrevs av Niessl, och fick sitt nu gällande namn av Dietel 1892. Uromyces graminis ingår i släktet Uromyces och familjen Pucciniaceae.   Inga underarter finns listade i Catalogue of Life.